# Nordwind 20
Nordwind 20 är en träbåtsmodell av dagseglare, som ritades av Lage Sundfors (född 1948 eller 1949) på Sundfors båtvarv i Karleby i Finland 1999. Den tillverkas framför allt på Jakobstads båtvarv.
Nordwind 20 är förhållandevis bred och är förhållandevis flat under vattenlinjen. Den kan ros eller utrustad med en utombordsmotor. Den är kravellbyggd, vanligtvis i furu. Den har ett deplacement på 500 kilogram och har en segelyta på 15 kvadratmeter.